# 16118 Therberens
A 16118 Therberens (ideiglenes jelöléssel 1999 XQ56) a Naprendszer kisbolygóövében található aszteroida. A LINEAR projekt keretében fedezték fel 1999. december 7-én.